# 8812 Kravtsov
A 8812 Kravtsov (ideiglenes jelöléssel 1982 UY6) a Naprendszer kisbolygóövében található aszteroida. Ljudmila Georgijevna Karacskina fedezte fel 1982. október 20-án.